# Elizabeth của Anh
Elizabeth Stuart (28 tháng 12 năm 1635 – 8 tháng 9 năm 1650) là con gái thứ hai của Charles I của Anh và Henriette Marie của Pháp.
Từ khi sáu tuổi cho đến khi qua đời ở tuổi mười bốn, Elizabeth là tù nhân của Quốc hội Anh trong thời kỳ Nội chiến Anh. Lời tường thuật đầy cảm xúc của Vương nữ về cuộc gặp cuối cùng với cha trước ngày Charles I bị hành quyết và những lời cuối cùng của Quốc vương với các con của mình đã được xuất bản trong nhiều tài liệu lịch sử về cuộc Nội chiến và chính bản thân Charles I.

## Những lần đàm phán hôn nhân thất bại

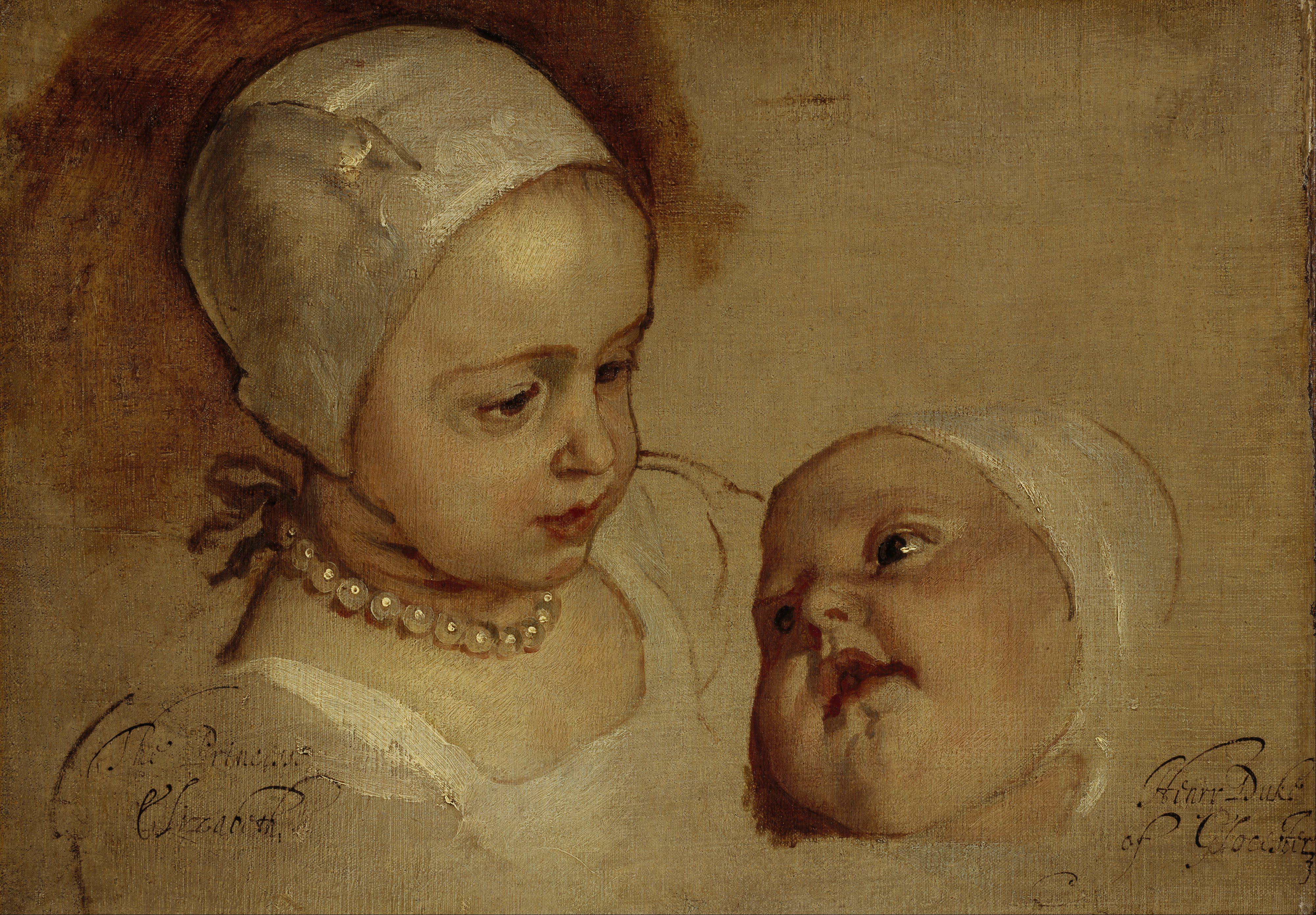
Elizabeth ôm em gái Anne, tranh của Antoon van Dyck.

Elizabeth sinh ngày 28 tháng 12 năm 1635 tại Cung điện Thánh James, là con gái thứ hai và người con thứ năm của Charles I của Anh và Henriette Marie của Pháp. Elizabeth được rửa tội tại đây vào 5 ngày sau, ngày 2 tháng 1, bởi William Laud, Tổng giám mục Canterbury. Năm 1636, Maria de' Medici, bà ngoại của Elizabeth, đã cố gắng hứa hôn cháu ngoại với con trai của Thân vương xứ Oranje, sau này là Willem II của Hà Lan. Mặc dù thực tế là Charles I cho rằng cuộc hôn nhân giữa một Vương nữ Anh với Thân vương xứ Oranje không đăng đối với địa vị của con gái, nhưng những rắc rối về tài chính và chính trị của nhà vua đã buộc Charles I phải cho chị gái của Elizabeth là Mary Henrietta, Vương nữ Vương thất, kết hôn với Willem.

## Nội chiến

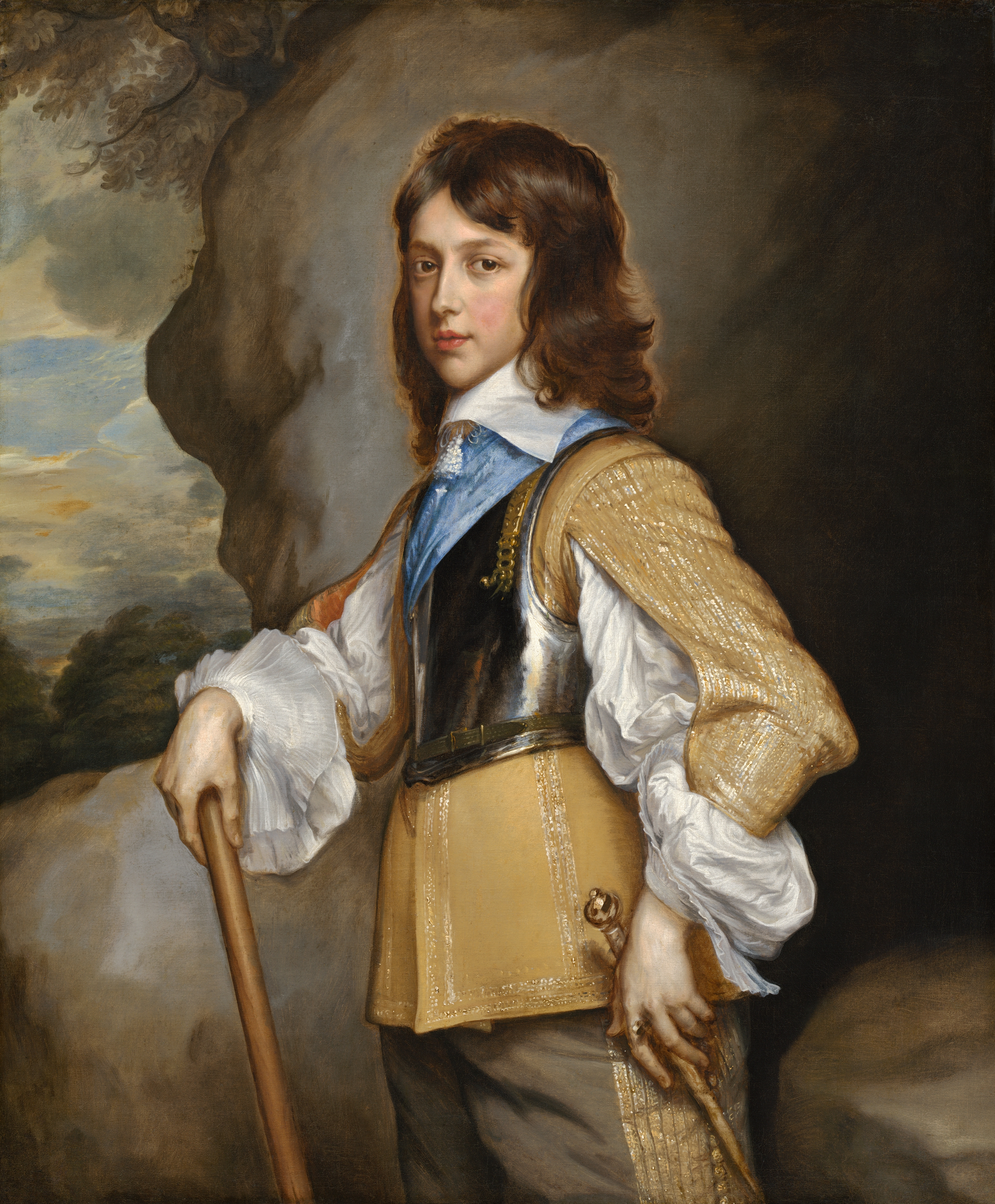
Em trai của Elizabeth, Henry của Anh, Công tước xứ Gloucester, tranhvẽ năm 1653 bởi Adriaen Hanneman.

Khi Nội chiến Anh bùng nổ vào năm 1642, Elizabeth và em trai Henry, Công tước xứ Gloucester bị đặt dưới sự bảo hộ của Nghị viện Anh. Trong những năm tiếp theo, Nghị viện đã giao quyền giám hộ hai chị em cho một số quý tộc, trong số đó có Philip Herbert, Bá tước thứ 4 xứ Pembroke.
Năm 1642, Quốc hội giao quyền giám hộ Elizabeth và Henry cho Bá tước xứ Northumberland. Cùng năm đó, anh trai của hai chị em, James, Công tước xứ York, (sau là James II của Anh), đến thăm hai người. Tuy nhiên, Elizabeth được cho là đã khuyên anh trai nên rời đi vì mối nguy từ kẻ thù của họ.
Năm 1643, Elizabeth, khi ấy được bảy tuổi, bị gãy chân. Cùng năm đó, Vương nữ và Henry bị chuyển đến Chelsea. Elizabeth được giáo dục bởi Bathsua Makin cho đến năm 1644. Khi ấy, Elizabeth đã có thể đọc và viết bằng tiếng Do Thái, Hy Lạp, Ý, Latin và Pháp. Các học giả nổi tiếng khác đã dành tặng các tác phẩm cho Elizabeth và rất ngạc nhiên trước khả năng đọc các tác phẩm tôn giáo của Vương nữ.
Năm 1647, Quốc hội cho phép Elizabeth cùng các anh em trai Henry và James đến Maidenhead để gặp và ở với cha của họ trong hai ngày. Sau khi Quốc hội chuyển Charles I đến Cung điện Hampton Court, Charles I đến thăm các con của mình dưới sự chăm sóc của Bá tước xứ Northumberland tại Dinh thự Syon. Những chuyến thăm này kết thúc khi Charles I trốn đến Lâu đài Carisbrooke trên Đảo Wight; Elizabeth, khi ấy được mười tuổi, được cho là đã giúp anh trai James trốn thoát một lần nữa trong dưới lớp trang phục của phụ nữ.
Gia đình gọi Elizabeth là "Temperance" (tức là Tiết độ) vì bản chất tốt bụng của Vương nữ. Khi được 11 tuổi, Elizabeth được đại sứ Pháp đã mô tả là một "vẻ đẹp trẻ trung mới chớm nở" và là người có "duyên dáng, phẩm giá, thông minh và tinh tế", do đó Elizabeth có thể nhận đĩnh phẩm chất của những người khác nhau mà Vương nữ đã gặp cũng như là thấu hiểu những quan điểm khác nhau. Elizabeth có sức khỏe kém. Một cuộc kiểm tra hài cốt của Elizabeth vào thời Victoria cho thấy Vương nữ bị bệnh còi xương, gây ra các biến dạng ở vai và lưng, đầu gối bị chụm lại và ngón chân chim bồ câu. Những vấn đề này có thể khiến Elizabeth đi lại khó khăn. Thời niên thiếu, Elizabeth có khuôn mặt dài với quai hàm nhô ra và mái tóc màu đỏ nâu.
Khi Nghị viện quyết định loại bỏ hộ quản gia của Elizabeth vào năm 1648, Vương nữ 12 tuổi đã viết cho họ một lá thư phản đối quyết định được đưa ra:
| “ | My Lords, I account myself very miserable that I must have my servants taken from me and strangers put to me. You promised me that you would have a care for me; and I hope you will show it in preventing so great a grief as this would be to me. I pray my lords consider of it, and give me cause to thank you, and to rest. Your loving friend, Elizabeth. | ” |

| “ | Gửi các ngài, ta cảm thấy mình rất khổ sở khi phải rời xa những cận thần thân quen mà tiếp nhận người mới. Các vị đã hứa với ta rằng sẽ chăm sóc cho ta, và ta hy vọng các ngài sẽ thể hiện điều đó bằng việc đừng để điều này xảy ra. Ta cầu xin các ngài hay xem xét lại và ta rất cảm ơn khi mọi chuyện đã ổn thỏa... Người bạn yêu quý của các ngài, Elizabeth. | ” |

Thượng viện thông cảm với hoàn cảnh khó khăn của Elizabeth và chỉ trích Hạ viện vì đã can thiệp vào Hộ gia Vương thất, đồng thời hủy bỏ quyết định. Tuy nhiên, Hạ viện yêu cầu những đứa trẻ phải được nuôi dưỡng như những tín hữu Tin lành sùng đạo; họ cũng bị cấm tham gia Triều đình ở Oxford, và bị giam giữ như những tù nhân tại Cung điện Thánh James. Tại một thời điểm, Quốc hội đã cân nhắc việc phong Henry thành Quốc vương thay thế, nhưng là một vị quân chủ lập hiến.

## Hành quyết Charles I
Năm 1649, Quốc vương Charles I bị bắt giữ lần cuối. Oliver Cromwell và các thẩm phán khác ngay lập tức kết án tử hình Quốc vương. Vương nữ Elizabeth đã viết một lá thư dài gửi tới Quốc hội xin phép được cùng chị gái Mary Henrietta đến Hà Lan. Tuy nhiên, Quốc hội đã từ chối yêu cầu của Vương nữ cho đến sau cuộc hành quyết.
Ngày 29 tháng 1 năm 1649, Elizabeth và Henry, bấy giờ được mười ba tuổi gặp cha mình lần cuối cùng. Vương nữ viết lại cuộc gặp gỡ như sau: "Cha nói với tôi rằng ông rất vui khi tôi đến, và mặc dù cha không có nhiều thời gian để nói, nhưng đôi khi ông phải nói với ta điều mà ông chưa nói với người khác, hoặc viết thư gửi cho ta, bởi vì cha ta sợ rằng sự tàn nhẫn của họ nhiều đến mức họ sẽ không cho phép ông viết thư cho ta."
| “ | He told me he was glad I was come, and although he had not time to say much, yet somewhat he had to say to me which he had not to another, or leave in writing, because he feared their cruelty was such as that they would not have permitted him to write to me. | ” |

| “ | Cha nói với tôi rằng ông rất vui khi tôi đến, và mặc dù cha không có nhiều thời gian để nói, nhưng đôi khi ông phải nói với ta điều mà ông chưa nói với người khác, hoặc viết thư gửi cho ta, bởi vì cha ta sợ rằng sự tàn nhẫn của họ nhiều đến mức họ sẽ không cho phép ông viết thư cho ta. | ” |

Elizabeth được cho là đã khóc rất nhiều đến nỗi Charles I đã hỏi con gái rằng liệu Elizabeth có thể nhớ được tất cả những gì Charles I đã nói với Vương nữ không. Elizabeth hứa sẽ không bao giờ quên và nói rằng bản thân sẽ ghi chép lại lời cha đã nói. Vương nữ đã viết hai bản tường thuật riêng biệt về cuộc gặp gỡ. Charles I đã yêu cầu con gái không được "đau buồn và dày vò bản thân vì cha"  và mong con gái giữ vững đức tin Kháng Cách. Charles I bảo con gái đọc một số cuốn sách, trong số đó có Bishop Andrew's Sermons (Bài giảng của Giám mục Andrew), Ecclesiastical Polity (Chính thể Giáo hội) của Hooker và cuốn sách của Giám mục Laud chống lại Fisher, để con gái không sa đà vào lập trường của Giáo hội Công giáo.
| “ | He bid us tell my mother that his thoughts had never strayed from her, and that his love would be the same to the last. Withal, he commanded me and my brother to be obedient to her; and bid me send his blessing to the rest of my brothers and sisters, with communications to all his friends. Then, taking my brother Gloucester on his knee, he said, 'Sweetheart, now they will cut off thy father's head.' And Gloucester looking very intently upon him, he said again, "Heed, my child, what I say: they will cut off my head and perhaps make thee a king. But mark what I say. Thou must not be a king as long as thy brothers Charles and James do live; for they will cut off your brothers' heads when they can catch them, and cut off thy head too at the last, and therefore I charge you, do not be made a king by them.' At which my brother sighed deeply, and made answer: 'I will be torn in pieces first!' And these words, coming so unexpectedly from so young a child, rejoiced my father exceedingly. And his majesty spoke to him of the welfare of his soul, and to keep his religion, commanding him to fear God, and He would provide for him. Further, he commanded us all to forgive those people, but never to trust them; for they had been most false to him and those that gave them power, and he feared also to their own souls. And he desired me not to grieve for him, for he should die a martyr, and that he doubted not the Lord would settle his throne upon his son, and that we all should be happier than we could have expected to have been if he had lived; with many other things which at present I cannot remember. | ” |

| “ | Cha bảo chúng ta nói với mẹ rằng ông chưa bao giờ ngưng nghĩ đến bà, và tình yêu cha dành cho mẹ sẽ mãi như vậy đến hơi thở cuối cùng. Sau đó, ông yêu cầu ta và em trai hãy vâng lời mẹ; và dặn ta hãy gửi lời chúc của ông đến các anh chị em của ta, cũng như gửi lời chào đến các bạn của ông. Tiếp đến, ông quỳ xuống trước em trai ta, Công tước xứ Gloucester và nói rằng:"Con yêu, giờ họ sẽ chặt đầu cha." Và em ta, Gloucester nhìn vào ông một cách chăm chú, ông nói lại rằng:"Hỡi con, ý ta là: họ sẽ chặt đầu ta và có thể sẽ tôn con làm Quốc vương. Nhưng hãy nhớ lời ta nói. Con không được trở thành vua bao lâu các anh Charles và James của con còn sống; vì họ sẽ chặt đầu các anh con ngay khi họ bắt giữ được chúng, rồi bọn họ cuối cùng cũng sẽ chặt đầu con, và vì thế ta yêu cầu con, đừng để họ tôn con làm vua." Rồi em trai ta thở dài và nói:"Con sẽ bị họ giết hại trước!". Những lời lẽ ấy, được thốt ra từ môi miệng của một đứa trẻ nhỏ như em ấy, khiến cha ta vô cùng vui mừng. Rồi cha nói với em trai ta hãy gìn giữ linh hồn của mình, và hãy giữ vững đức tin, yêu cầu em ta hãy kính sợ Chúa, và Chúa sẽ quan phòng cho em. Rồi cha yêu cầu chúng ta hãy tha thứ cho họ, nhưng đừng tin vào chúng; vì chúng đã bội tín cha và những người cho chúng quyền lực, và cha ta lo sợ cho chính linh hồn của chúng. Và ông mong mỏi ta đừng đau buồn vì ông, vì ông sẽ là người tử vì đạo, và ông tin chắc rằng Chúa sẽ trao ngai vàng cho con trai ông, và tất thảy chúng ta sẽ hạnh phúc hơn nếu ông có thể sống; và còn nhiều điều nữa mà hiện tại ta không nhớ hết được. | ” |

Charles I cũng tặng cho con gái một cuốn Kinh Thánh trong buổi gặp gỡ.
Sau cái chết của Charles I, Elizabeth và Henry trở thành những mối quan ngại bất đắc dĩ. Joceline, Lãnh chúa Lisle, con trai của Bá tước xứ Northumberland, đã kiến nghị Nghị viện loại bỏ Elizabeth và Henry khỏi sự giám hộ của Northumberland. Nghị viện từ chối cho phép hai chị em đến Holland, thay vào đó giao hai chị em cho Edward Harrington chăm sóc; tuy nhiên, con trai của Harrington đã thành công cầu xin cho hai chị em được chăm sóc ở nơi khác.

## Khối thịnh vượng chung
Nơi ở tiếp theo của Elizabeth và Henry là Dinh thự Penshurst, dưới sự chăm sóc của Robert Sidney, Bá tước thứ 2 xứ Leicester và vợ là Dorothy. Nghị viện đã chỉ thị cho gia đình Sidney không được làm hư bọn trẻ. Tuy nhiên, Dorothy đối xử rất tốt với Elizabeth. Để bày tỏ sự cảm kích, Elizabeth đã tặng Dorothy một viên ngọc quý từ bộ sưu tập của Vương nữ. Viên ngọc  sau này trở thành trung tâm xung đột giữa Dorothy và các ủy viên Nghị viện được bổ nhiệm để giám sát tài sản cá nhân của vị vua quá cố.
Năm 1650, anh trai của Elizabeth, bấy giờ trên danh nghĩa là Charles II, đã đến Scotland để lên ngôi vương tại đây. Để đáp lại, Nghị viện đã chuyển Elizabeth đến Đảo Wight dưới sự giám hộ của Anthony Mildmay với mức lương hưu 3000 bảng một năm. Elizabeth phàn nàn rằng mình không đủ sức khỏe để đi nhưng những mối bận tâm của Vương nữ đều bị phớt lờ.

## Qua đời
Trong quá trình di chuyển đến Đảo Wight, Elizabeth bị cảm lạnh và nhanh chóng mắc bệnh viêm phổi. Vương nữ qua đời vào ngày 8 tháng 9 năm 1650 tại Lâu đài Carisbrooke.
Một số nguồn tin nói rằng Elizabeth được tìm thấy đã qua đời với đầu được đặt trên cuốn Kinh thánh từ cha Vương nữ. Trong những ngày cuối đời, Elizabeth được những người xung quanh miêu tả là một đứa trẻ buồn bã. Ba ngày sau khi người ta phát hiện Vương nữ đã qua đời, Hội đồng Nhà nước đã cho phép Elizabeth cùng chị gái Mary đến Hà Lan. Elizabeth được chôn cất tại Nhà thờ Thánh Thomas, Newport trên Đảo Wight. Trên bia mộ của Elizabeth chỉ được đánh dấu bằng chữ cái "ES", tức là Elizabeth Stuart.
Hai trăm năm sau, Nữ vương Victoria, bấy giờ ở tại Điện Osborne, gần nơi chôn cất của Elizabeth, đã đặt mua một tác phẩm điêu khắc bằng đá cẩm thạch trắng về Elizabeth của nhà điêu khắc Carlo Marochetti. Tác phẩm điêu khắc mô tả Elizabeth là một thiếu nữ xinh đẹp, nằm áp má lên cuốn Kinh thánh. Cuốn Kinh Thánh được mở ra trang sách thuộc Phúc âm Thánh Mátthêu: 
| “                | Come unto Me, all ye that labor and are heavy laden, and I will give you rest. | ” |
| — Mátthêu 11, 28 |                                                                                |   |

| “ | Tất cả những ai đang vất vả mang gánh nặng nề, hãy đến cùng tôi, tôi sẽ cho nghỉ ngơi bồi dưỡng. | ” |

Phía trên tác phẩm điêu khắc là một tấm lưới, cho thấy Elizabeth từng là tù nhân; tuy nhiên, các song sắt bị phá vỡ cho thấy Elizabeth hiện đã được tự do và đã đến "chốn an nghỉ tuyệt vời" ("a greater rest"). Tấm bảng trên tác phẩm điêu khắc có nội dung như sau:
| “ | To the memory of The Princess Elizabeth, daughter of King Charles I, who died at Carisbrooke Castle on 8 September 1650, and is interred beneath the chancel of this church, this monument is erected as a token of respect for her virtues and of sympathy for her misfortunes, by Victoria R., 1856. | ” |

| “ | Tưởng nhớ Vương nữ Elizabeth, con gái của Quốc vương Charles I, người qua đời tại Lâu đài Carisbrooke vào ngày 8 tháng 9 năm 1650 và được an táng bên dưới của nhà thờ này, tượng đài này được dựng lên như một dấu hiệu tôn kính dành cho những đức tính của Vương nữ và sự cảm thông với những bất hạnh của ngài, bởi Victoria R., 1856. | ” |

Những dòng kết thúc từ The Death of The Princess Elizabeth (Cái chết của Vương nữ Elizabeth) trong cuốn sách Lays of the English Cavaliers (Chốn Yên nghỉ của các Kỵ bình Anh) của John Jeremiah Daniel xuất bản năm 1866 đã tưởng nhớ lại hành động của Nữ vương Victoria dành cho Vương nữ Elizabeth:
| “ | And long unknown, unhonoured, her sacred dust had slept When to the Stuart maiden's grave a mourner came and wept. Go, read that Royal Martyr's woe in lines the world reveres And see the tomb of Charles's child wet with Victoria's tears." | ” |

| “ | Người đã bị lãng quên, không được vinh danh, tro cốt người đã ngủ yên Tại lăng mộ của người thiếu nữ họ Stuart một người đã đến than khóc. Hãy đến, mà đọc những lời thuật về nỗi khốn khổ của người nữ Vương thất đã tử vì đạo mà thế giới tôn kính Và nhìn xem ngôi mộ của con gái Vua Charles đã thấm đẫm nước mắt của Victoria. | ” |

## Gia phả
| \| \| \| \| \| \| \| \| \| \| \| \| \| \| \| \| \| \| \| \| 16. Matthew Stewart, Bá tước thứ 4 xứ Lennox \| \| \| \| \| \| \| \| \| \| \| \| \| \| \| \| \| \| \| \| \| \| \| \| \| \| \| \| \| \| \| \| \| \| \| \| \| \| \| \| \| \| \| \| \| \| \| \| \| \| \| \| \| \| 8. Henry Stuart, Công tước xứ Albany[7] \| \| \| \| \| \| \| \| \| \| \| \| \| \| \| \| \| \| \| \| \| \| \| \| \| \| \| \| \| \| \| \| \| \| \| \| \| \| \| \| \| \| \| \| \| \| \| \| \| \| \| \| \| \| 17. Margaret Douglas \| \| \| \| \| \| \| \| \| \| \| \| \| \| \| \| \| \| \| \| \| \| \| \| \| \| \| \| \| \| \| \| \| \| \| \| \| \| \| \| \| \| \| \| \| \| \| \| \| \| \| \| \| \| 4. James I của Anh \| \| \| \| \| \| \| \| \| \| \| \| \| \| \| \| \| \| \| \| \| \| \| \| \| \| \| \| \| \| \| \| \| \| \| \| \| \| \| \| \| \| \| \| \| \| \| \| \| \| \| \| \| \| 18. James V của Scotland \| \| \| \| \| \| \| \| \| \| \| \| \| \| \| \| \| \| \| \| \| \| \| \| \| \| \| \| \| \| \| \| \| \| \| \| \| \| \| \| \| \| \| \| \| \| \| \| \| \| \| \| \| \| 9. Mary I của Scotland[7] \| \| \| \| \| \| \| \| \| \| \| \| \| \| \| \| \| \| \| \| \| \| \| \| \| \| \| \| \| \| \| \| \| \| \| \| \| \| \| \| \| \| \| \| \| \| \| \| \| \| \| \| \| \| 19. Marie xứ Guise \| \| \| \| \| \| \| \| \| \| \| \| \| \| \| \| \| \| \| \| \| \| \| \| \| \| \| \| \| \| \| \| \| \| \| \| \| \| \| \| \| \| \| \| \| \| \| \| \| \| \| \| \| \| 2. Charles I của Anh \| \| \| \| \| \| \| \| \| \| \| \| \| \| \| \| \| \| \| \| \| \| \| \| \| \| \| \| \| \| \| \| \| \| \| \| \| \| \| \| \| \| \| \| \| \| \| \| \| \| \| \| \| \| 20. Christian III của Đan Mạch \| \| \| \| \| \| \| \| \| \| \| \| \| \| \| \| \| \| \| \| \| \| \| \| \| \| \| \| \| \| \| \| \| \| \| \| \| \| \| \| \| \| \| \| \| \| \| \| \| \| \| \| \| \| 10. Frederik II của Đan Mạch[8] \| \| \| \| \| \| \| \| \| \| \| \| \| \| \| \| \| \| \| \| \| \| \| \| \| \| \| \| \| \| \| \| \| \| \| \| \| \| \| \| \| \| \| \| \| \| \| \| \| \| \| \| \| \| 21. Dorothea xứ Sachsen-Lauenburg \| \| \| \| \| \| \| \| \| \| \| \| \| \| \| \| \| \| \| \| \| \| \| \| \| \| \| \| \| \| \| \| \| \| \| \| \| \| \| \| \| \| \| \| \| \| \| \| \| \| \| \| \| \| 5. Anna của Đan Mạch \| \| \| \| \| \| \| \| \| \| \| \| \| \| \| \| \| \| \| \| \| \| \| \| \| \| \| \| \| \| \| \| \| \| \| \| \| \| \| \| \| \| \| \| \| \| \| \| \| \| \| \| \| \| 22. Ulrich I xứ Mecklenburg \| \| \| \| \| \| \| \| \| \| \| \| \| \| \| \| \| \| \| \| \| \| \| \| \| \| \| \| \| \| \| \| \| \| \| \| \| \| \| \| \| \| \| \| \| \| \| \| \| \| \| \| \| \| 11. Sophie xứ Mecklenburg-Güstrow[8] \| \| \| \| \| \| \| \| \| \| \| \| \| \| \| \| \| \| \| \| \| \| \| \| \| \| \| \| \| \| \| \| \| \| \| \| \| \| \| \| \| \| \| \| \| \| \| \| \| \| \| \| \| \| 23. Elisabeth của Đan Mạch \| \| \| \| \| \| \| \| \| \| \| \| \| \| \| \| \| \| \| \| \| \| \| \| \| \| \| \| \| \| \| \| \| \| \| \| \| \| \| \| \| \| \| \| \| \| \| \| \| \| \| \| \| \| 1. Elizabeth của Anh \| \| \| \| \| \| \| \| \| \| \| \| \| \| \| \| \| \| \| \| \| \| \| \| \| \| \| \| \| \| \| \| \| \| \| \| \| \| \| \| \| \| \| \| \| \| \| \| \| \| \| \| \| \| 24. Enrique II của Navarra \| \| \| \| \| \| \| \| \| \| \| \| \| \| \| \| \| \| \| \| \| \| \| \| \| \| \| \| \| \| \| \| \| \| \| \| \| \| \| \| \| \| \| \| \| \| \| \| \| \| \| \| \| \| 12. Juana III của Navarra[9] \| \| \| \| \| \| \| \| \| \| \| \| \| \| \| \| \| \| \| \| \| \| \| \| \| \| \| \| \| \| \| \| \| \| \| \| \| \| \| \| \| \| \| \| \| \| \| \| \| \| \| \| \| \| 25. Marguerite xứ Angoulême \| \| \| \| \| \| \| \| \| \| \| \| \| \| \| \| \| \| \| \| \| \| \| \| \| \| \| \| \| \| \| \| \| \| \| \| \| \| \| \| \| \| \| \| \| \| \| \| \| \| \| \| \| \| 6. Henri IV của Pháp \| \| \| \| \| \| \| \| \| \| \| \| \| \| \| \| \| \| \| \| \| \| \| \| \| \| \| \| \| \| \| \| \| \| \| \| \| \| \| \| \| \| \| \| \| \| \| \| \| \| \| \| \| \| 26. Charles IV xứ Vendôme \| \| \| \| \| \| \| \| \| \| \| \| \| \| \| \| \| \| \| \| \| \| \| \| \| \| \| \| \| \| \| \| \| \| \| \| \| \| \| \| \| \| \| \| \| \| \| \| \| \| \| \| \| \| 13. Antoine I của Navarra[9] \| \| \| \| \| \| \| \| \| \| \| \| \| \| \| \| \| \| \| \| \| \| \| \| \| \| \| \| \| \| \| \| \| \| \| \| \| \| \| \| \| \| \| \| \| \| \| \| \| \| \| \| \| \| 27. Françoise xứ Alençon \| \| \| \| \| \| \| \| \| \| \| \| \| \| \| \| \| \| \| \| \| \| \| \| \| \| \| \| \| \| \| \| \| \| \| \| \| \| \| \| \| \| \| \| \| \| \| \| \| \| \| \| \| \| 3. Henriette Marie của Pháp \| \| \| \| \| \| \| \| \| \| \| \| \| \| \| \| \| \| \| \| \| \| \| \| \| \| \| \| \| \| \| \| \| \| \| \| \| \| \| \| \| \| \| \| \| \| \| \| \| \| \| \| \| \| 28. Cosimo I de' Medici \| \| \| \| \| \| \| \| \| \| \| \| \| \| \| \| \| \| \| \| \| \| \| \| \| \| \| \| \| \| \| \| \| \| \| \| \| \| \| \| \| \| \| \| \| \| \| \| \| \| \| \| \| \| 14. Francesco I de' Medici[9] \| \| \| \| \| \| \| \| \| \| \| \| \| \| \| \| \| \| \| \| \| \| \| \| \| \| \| \| \| \| \| \| \| \| \| \| \| \| \| \| \| \| \| \| \| \| \| \| \| \| \| \| \| \| 29. Leonor Álvarez de Toledo y Osorio \| \| \| \| \| \| \| \| \| \| \| \| \| \| \| \| \| \| \| \| \| \| \| \| \| \| \| \| \| \| \| \| \| \| \| \| \| \| \| \| \| \| \| \| \| \| \| \| \| \| \| \| \| \| 7. Maria de' Medici \| \| \| \| \| \| \| \| \| \| \| \| \| \| \| \| \| \| \| \| \| \| \| \| \| \| \| \| \| \| \| \| \| \| \| \| \| \| \| \| \| \| \| \| \| \| \| \| \| \| \| \| \| \| 30. Ferdinand I của Thánh chế La Mã \| \| \| \| \| \| \| \| \| \| \| \| \| \| \| \| \| \| \| \| \| \| \| \| \| \| \| \| \| \| \| \| \| \| \| \| \| \| \| \| \| \| \| \| \| \| \| \| \| \| \| \| \| \| 15. Johanna của Áo[9] \| \| \| \| \| \| \| \| \| \| \| \| \| \| \| \| \| \| \| \| \| \| \| \| \| \| \| \| \| \| \| \| \| \| \| \| \| \| \| \| \| \| \| \| \| \| \| \| \| \| \| \| \| \| 31. Anna của Bohemia và Hungary \| \| \| \| \| \| \| \| \| \| \| \| \| \| \| \| \| \| \| \| \| \| \| \| \| \| \| \| \| \| \| \| \| \| \| \| \| \| \| \| \| \| \| \| \| \| \| \| \| \| \| \| |                                              |  |  |  |  |  |  |  |  |  |  |  |  |  |  |  |
| |                                              |  |  |  |  |  |  |  |  |  |  |  |  |  |  |  |
| | 16. Matthew Stewart, Bá tước thứ 4 xứ Lennox |  |  |  |  |  |  |  |  |  |  |  |  |  |  |  |
| |                                              |  |  |  |  |  |  |  |  |  |  |  |  |  |  |  |
| |                                              |  |  |  |  |  |  |  |  |  |  |  |  |  |  |  |
| | 8. Henry Stuart, Công tước xứ Albany         |  |  |  |  |  |  |  |  |  |  |  |  |  |  |  |
| |                                              |  |  |  |  |  |  |  |  |  |  |  |  |  |  |  |
| |                                              |  |  |  |  |  |  |  |  |  |  |  |  |  |  |  |
| | 17. Margaret Douglas                         |  |  |  |  |  |  |  |  |  |  |  |  |  |  |  |
| |                                              |  |  |  |  |  |  |  |  |  |  |  |  |  |  |  |
| |                                              |  |  |  |  |  |  |  |  |  |  |  |  |  |  |  |
| | 4. James I của Anh                           |  |  |  |  |  |  |  |  |  |  |  |  |  |  |  |
| |                                              |  |  |  |  |  |  |  |  |  |  |  |  |  |  |  |
| |                                              |  |  |  |  |  |  |  |  |  |  |  |  |  |  |  |
| | 18. James V của Scotland                     |  |  |  |  |  |  |  |  |  |  |  |  |  |  |  |
| |                                              |  |  |  |  |  |  |  |  |  |  |  |  |  |  |  |
| |                                              |  |  |  |  |  |  |  |  |  |  |  |  |  |  |  |
| | 9. Mary I của Scotland                       |  |  |  |  |  |  |  |  |  |  |  |  |  |  |  |
| |                                              |  |  |  |  |  |  |  |  |  |  |  |  |  |  |  |
| |                                              |  |  |  |  |  |  |  |  |  |  |  |  |  |  |  |
| | 19. Marie xứ Guise                           |  |  |  |  |  |  |  |  |  |  |  |  |  |  |  |
| |                                              |  |  |  |  |  |  |  |  |  |  |  |  |  |  |  |
| |                                              |  |  |  |  |  |  |  |  |  |  |  |  |  |  |  |
| | 2. Charles I của Anh                         |  |  |  |  |  |  |  |  |  |  |  |  |  |  |  |
| |                                              |  |  |  |  |  |  |  |  |  |  |  |  |  |  |  |
| |                                              |  |  |  |  |  |  |  |  |  |  |  |  |  |  |  |
| | 20. Christian III của Đan Mạch               |  |  |  |  |  |  |  |  |  |  |  |  |  |  |  |
| |                                              |  |  |  |  |  |  |  |  |  |  |  |  |  |  |  |
| |                                              |  |  |  |  |  |  |  |  |  |  |  |  |  |  |  |
| | 10. Frederik II của Đan Mạch                 |  |  |  |  |  |  |  |  |  |  |  |  |  |  |  |
| |                                              |  |  |  |  |  |  |  |  |  |  |  |  |  |  |  |
| |                                              |  |  |  |  |  |  |  |  |  |  |  |  |  |  |  |
| | 21. Dorothea xứ Sachsen-Lauenburg            |  |  |  |  |  |  |  |  |  |  |  |  |  |  |  |
| |                                              |  |  |  |  |  |  |  |  |  |  |  |  |  |  |  |
| |                                              |  |  |  |  |  |  |  |  |  |  |  |  |  |  |  |
| | 5. Anna của Đan Mạch                         |  |  |  |  |  |  |  |  |  |  |  |  |  |  |  |
| |                                              |  |  |  |  |  |  |  |  |  |  |  |  |  |  |  |
| |                                              |  |  |  |  |  |  |  |  |  |  |  |  |  |  |  |
| | 22. Ulrich I xứ Mecklenburg                  |  |  |  |  |  |  |  |  |  |  |  |  |  |  |  |
| |                                              |  |  |  |  |  |  |  |  |  |  |  |  |  |  |  |
| |                                              |  |  |  |  |  |  |  |  |  |  |  |  |  |  |  |
| | 11. Sophie xứ Mecklenburg-Güstrow            |  |  |  |  |  |  |  |  |  |  |  |  |  |  |  |
| |                                              |  |  |  |  |  |  |  |  |  |  |  |  |  |  |  |
| |                                              |  |  |  |  |  |  |  |  |  |  |  |  |  |  |  |
| | 23. Elisabeth của Đan Mạch                   |  |  |  |  |  |  |  |  |  |  |  |  |  |  |  |
| |                                              |  |  |  |  |  |  |  |  |  |  |  |  |  |  |  |
| |                                              |  |  |  |  |  |  |  |  |  |  |  |  |  |  |  |
| | 1. Elizabeth của Anh                         |  |  |  |  |  |  |  |  |  |  |  |  |  |  |  |
| |                                              |  |  |  |  |  |  |  |  |  |  |  |  |  |  |  |
| |                                              |  |  |  |  |  |  |  |  |  |  |  |  |  |  |  |
| | 24. Enrique II của Navarra                   |  |  |  |  |  |  |  |  |  |  |  |  |  |  |  |
| |                                              |  |  |  |  |  |  |  |  |  |  |  |  |  |  |  |
| |                                              |  |  |  |  |  |  |  |  |  |  |  |  |  |  |  |
| | 12. Juana III của Navarra                    |  |  |  |  |  |  |  |  |  |  |  |  |  |  |  |
| |                                              |  |  |  |  |  |  |  |  |  |  |  |  |  |  |  |
| |                                              |  |  |  |  |  |  |  |  |  |  |  |  |  |  |  |
| | 25. Marguerite xứ Angoulême                  |  |  |  |  |  |  |  |  |  |  |  |  |  |  |  |
| |                                              |  |  |  |  |  |  |  |  |  |  |  |  |  |  |  |
| |                                              |  |  |  |  |  |  |  |  |  |  |  |  |  |  |  |
| | 6. Henri IV của Pháp                         |  |  |  |  |  |  |  |  |  |  |  |  |  |  |  |
| |                                              |  |  |  |  |  |  |  |  |  |  |  |  |  |  |  |
| |                                              |  |  |  |  |  |  |  |  |  |  |  |  |  |  |  |
| | 26. Charles IV xứ Vendôme                    |  |  |  |  |  |  |  |  |  |  |  |  |  |  |  |
| |                                              |  |  |  |  |  |  |  |  |  |  |  |  |  |  |  |
| |                                              |  |  |  |  |  |  |  |  |  |  |  |  |  |  |  |
| | 13. Antoine I của Navarra                    |  |  |  |  |  |  |  |  |  |  |  |  |  |  |  |
| |                                              |  |  |  |  |  |  |  |  |  |  |  |  |  |  |  |
| |                                              |  |  |  |  |  |  |  |  |  |  |  |  |  |  |  |
| | 27. Françoise xứ Alençon                     |  |  |  |  |  |  |  |  |  |  |  |  |  |  |  |
| |                                              |  |  |  |  |  |  |  |  |  |  |  |  |  |  |  |
| |                                              |  |  |  |  |  |  |  |  |  |  |  |  |  |  |  |
| | 3. Henriette Marie của Pháp                  |  |  |  |  |  |  |  |  |  |  |  |  |  |  |  |
| |                                              |  |  |  |  |  |  |  |  |  |  |  |  |  |  |  |
| |                                              |  |  |  |  |  |  |  |  |  |  |  |  |  |  |  |
| | 28. Cosimo I de' Medici                      |  |  |  |  |  |  |  |  |  |  |  |  |  |  |  |
| |                                              |  |  |  |  |  |  |  |  |  |  |  |  |  |  |  |
| |                                              |  |  |  |  |  |  |  |  |  |  |  |  |  |  |  |
| | 14. Francesco I de' Medici                   |  |  |  |  |  |  |  |  |  |  |  |  |  |  |  |
| |                                              |  |  |  |  |  |  |  |  |  |  |  |  |  |  |  |
| |                                              |  |  |  |  |  |  |  |  |  |  |  |  |  |  |  |
| | 29. Leonor Álvarez de Toledo y Osorio        |  |  |  |  |  |  |  |  |  |  |  |  |  |  |  |
| |                                              |  |  |  |  |  |  |  |  |  |  |  |  |  |  |  |
| |                                              |  |  |  |  |  |  |  |  |  |  |  |  |  |  |  |
| | 7. Maria de' Medici                          |  |  |  |  |  |  |  |  |  |  |  |  |  |  |  |
| |                                              |  |  |  |  |  |  |  |  |  |  |  |  |  |  |  |
| |                                              |  |  |  |  |  |  |  |  |  |  |  |  |  |  |  |
| | 30. Ferdinand I của Thánh chế La Mã          |  |  |  |  |  |  |  |  |  |  |  |  |  |  |  |
| |                                              |  |  |  |  |  |  |  |  |  |  |  |  |  |  |  |
| |                                              |  |  |  |  |  |  |  |  |  |  |  |  |  |  |  |
| | 15. Johanna của Áo                           |  |  |  |  |  |  |  |  |  |  |  |  |  |  |  |
| |                                              |  |  |  |  |  |  |  |  |  |  |  |  |  |  |  |
| |                                              |  |  |  |  |  |  |  |  |  |  |  |  |  |  |  |
| | 31. Anna của Bohemia và Hungary              |  |  |  |  |  |  |  |  |  |  |  |  |  |  |  |
| |                                              |  |  |  |  |  |  |  |  |  |  |  |  |  |  |  |
| |                                              |  |  |  |  |  |  |  |  |  |  |  |  |  |  |  |